# قرن عصيفران (بني حشيش)

تعديل مصدري - تعديل

قرن عصيفران هي إحدى قرى عزلة عيال مالك بمديرية بني حشيش التابعة لمحافظة صنعاء، بلغ تعداد سكانها 94 نسمة حسب تعداد اليمن لعام 2004.